# Ceriagrion
Ceriagrion är ett släkte av trollsländor. Ceriagrion ingår i familjen dammflicksländor.

## Bildgalleri

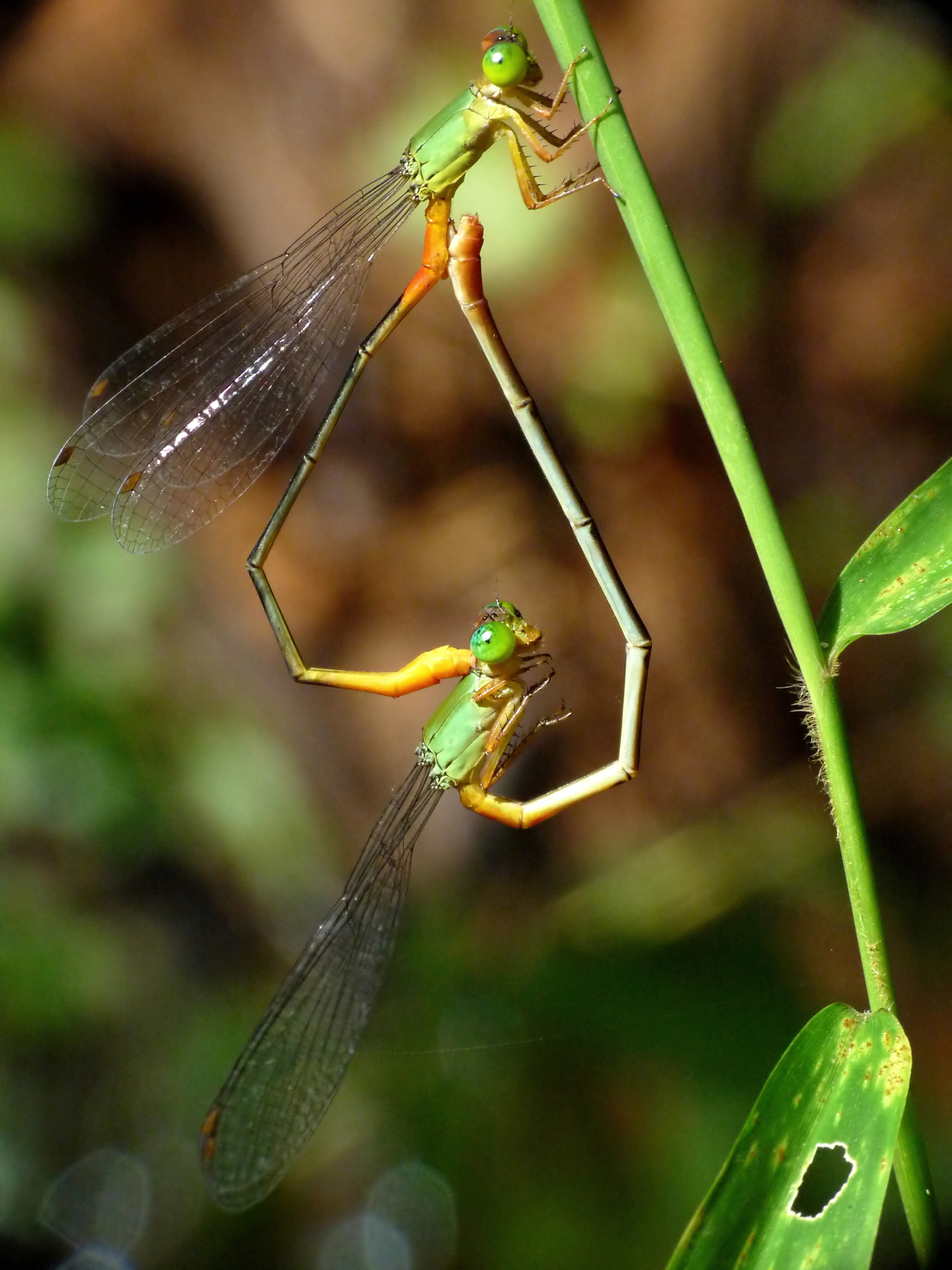
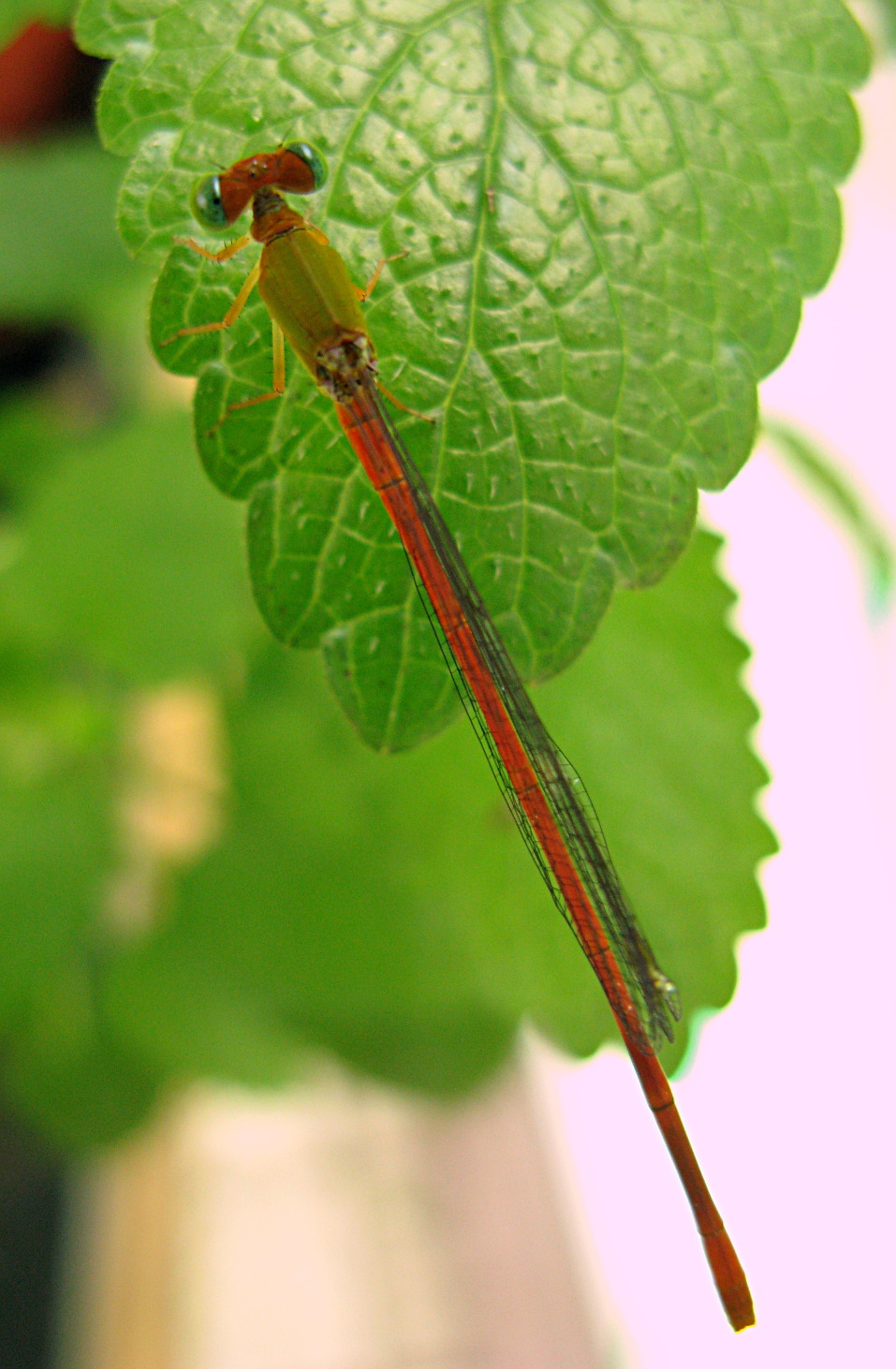
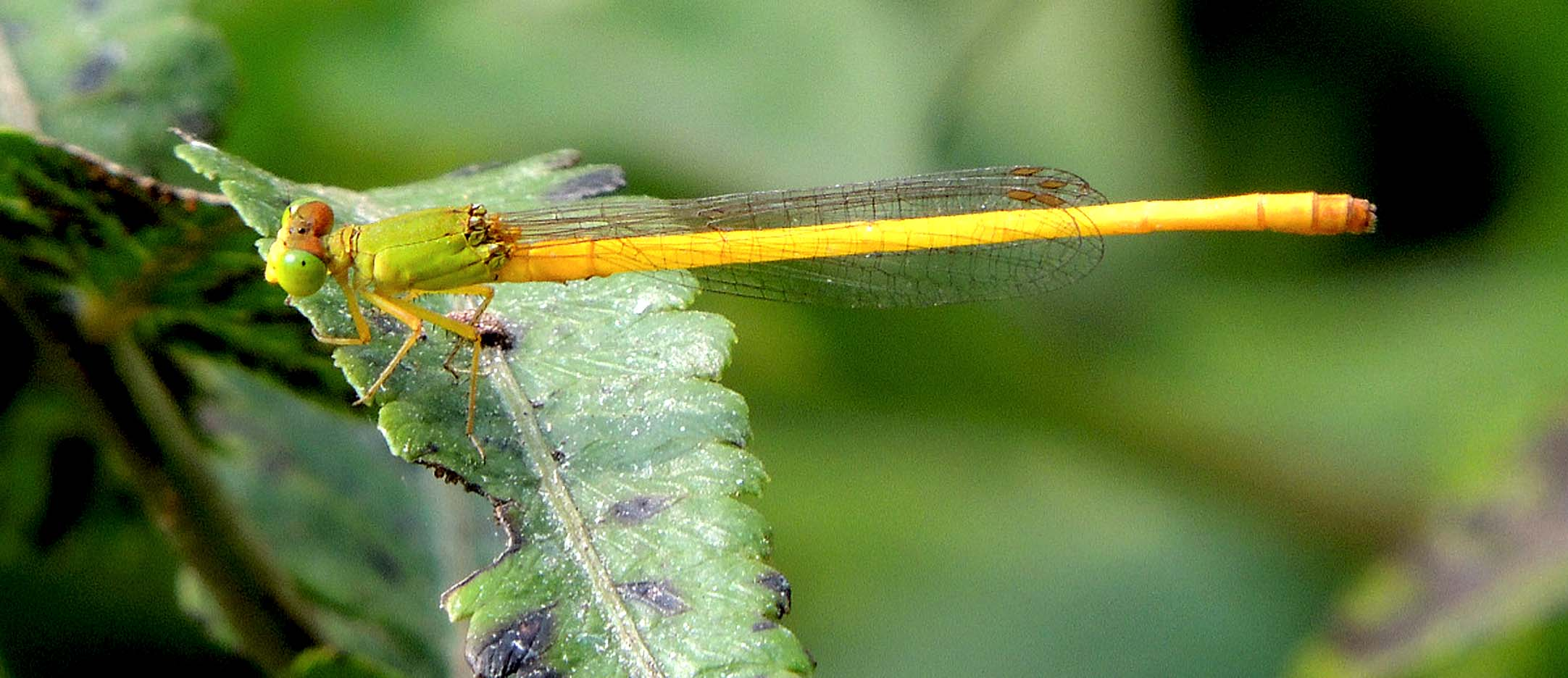

## Dottertaxa tillCeriagrion, i alfabetisk ordning[1]
- Ceriagrion aeruginosum
- Ceriagrion annulatum
- Ceriagrion annulosum
- Ceriagrion auranticum
- Ceriagrion auritum
- Ceriagrion azureum
- Ceriagrion bakeri
- Ceriagrion batjanum
- Ceriagrion bellona
- Ceriagrion calamineum
- Ceriagrion cerinorubellum
- Ceriagrion chaoi
- Ceriagrion citrinum
- Ceriagrion coeruleum
- Ceriagrion corallinum
- Ceriagrion coromandelianum
- Ceriagrion fallax
- Ceriagrion georgifreyi
- Ceriagrion glabrum
- Ceriagrion hamoni
- Ceriagrion ignitum
- Ceriagrion inaequale
- Ceriagrion indochinense
- Ceriagrion katamborae
- Ceriagrion kordofanicum
- Ceriagrion lieftincki
- Ceriagrion madagazureum
- Ceriagrion malaisei
- Ceriagrion melanurum
- Ceriagrion moorei
- Ceriagrion mourae
- Ceriagrion nigroflavum
- Ceriagrion nigrolineatum
- Ceriagrion nipponicum
- Ceriagrion oblongulum
- Ceriagrion olivaceum
- Ceriagrion pallidum
- Ceriagrion praetermissum
- Ceriagrion rubella
- Ceriagrion rubellocerinum
- Ceriagrion rubiae
- Ceriagrion ryukyuanum
- Ceriagrion sakejii
- Ceriagrion sinense
- Ceriagrion suave
- Ceriagrion tenellum
- Ceriagrion tricrenaticeps
- Ceriagrion varians
- Ceriagrion whellani